# Stefan Kozlov
Stefan Kozlov (Skopje, 1 februari 1998) is een Amerikaans tennisspeler. Hij heeft nog geen ATP-toernooi gewonnen. Wel deed hij al mee aan grandslamtoernooien. Hij heeft één challenger in het dubbelspel op zijn naam staan.

## Palmares

### Mannendubbelspel
| Nr.                              | Datum           | Toernooi | Ondergrond | Partner         | Tegenstanders in finale       | Score    |
| -------------------------------- | --------------- | -------- | ---------- | --------------- | ----------------------------- | -------- |
| Gewonnen challengers herendubbel |                 |          |            |                 |                               |          |
| 1.                               | 27 januari 2015 | Maui     | Hardcourt  | Jared Donaldson | Chase Buchanan Rhyne Williams | 6-3, 6-4 |

## Resultaten grote toernooien
| Legenda | Legenda                          |
| ------- | -------------------------------- |
| g.t.    | geen toernooi gehouden           |
| l.c.    | lagere categorie                 |
| –       | niet deelgenomen                 |
| G       | uitgeschakeld in de groepsfase   |
| 1R      | uitgeschakeld in de eerste ronde |
| 2R      | uitgeschakeld in de tweede ronde |
| 3R      | uitgeschakeld in de derde ronde  |
| 4R      | uitgeschakeld in de vierde ronde |
| KF      | uitgeschakeld in de kwartfinale  |
| HF      | uitgeschakeld in de halve finale |
| F       | de finale verloren               |
| W       | het toernooi gewonnen            |
| w-v     | winst/verlies-balans             |

### Mannendubbelspel
| Grandslamtoernooien   |      |        |
| Australian Open       | –    | 0-0    |
| Roland Garros         | –    | 0-0    |
| Wimbledon             | –    | 0-0    |
| US Open               | 1R   | 0-1    |
| Winst-verlies         | 0–1  | 0-1    |
| ATP World Tour Finals |      |        |
| ATP World Tour Finals | –    | 0-0    |
| Olympische Spelen     |      |        |
| Olympische Spelen     | g.t. | 0-0    |
| Statistieken          |      |        |
| Totaal aantal titels  | 0    | 0      |
| Eindejaarsranking     | 1224 | n.v.t. |